# Vrbica
Vrbica je naselje v Občini Ilirska Bistrica.
Vas Vrbica leži 4 km JV od mesta Ilirske Bistrice v dolini reke Reke na 430 metrov nadmorske višine. Zaradi orografije je tu veliko padavin, povprečno pade med 1800 in 2000 mm letno, največ jeseni. Predvsem v zimskem času je značilen veter burja, sunki presežejo 150 km/h. 